# Lucius Neratius Priscus (consul en 87)
Lucius Neratius Priscus (fl. 87-95) était un homme politique de l'Empire romain.

## Biographie
Fils de Lucius Neratius Priscus, notable de Saepinum, et de sa femme Anteia, petit-fils paternel d'un Neratius et de sa femme Naevia, fille de Lucius Naevius Pansa, notable de Saepinum, décédé après 6, et petite-fille paternelle d'un Numerius Naevius, arrière-petit-fils d'un Gaius Neratius et arrière-arrière-petit-fils d'un Sextus Neratius, notable de Saepinum. Il appartient à l'importante famille des Neratii, originaires de Saepinum dans le Samnium, connus dès le Ier siècle et plusieurs fois liés aux dynasties impériales.
Il fut consul suffect en 87 et légat en Pannonie en 95.
Il fut le père de Lucius Neratius Priscus et de Lucius Neratius Marcellus. Publius Neratius Marcellus, consul en 104, et Gaius Neratius Marcellus, consul suffect en juillet 129, peut-être aussi ses fils.